# Studebaker Starlight

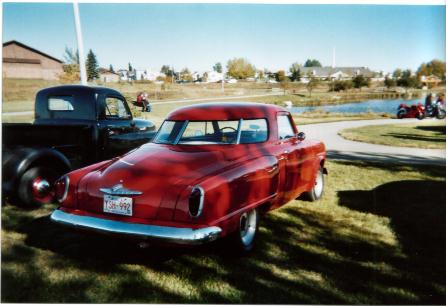
Una Studebaker Champion Starlight del 1951

La Starlight coupe è stata un tipo di carrozzeria offerta dalla Studebaker dal 1947 al 1952 e nel 1958 per i modelli Champion e Commander. La Starlight è da considerare come un'ammiraglia della Casa automobilistica di South Bend, e fu originariamente denominata “5P” (cioè “five passenger”, “cinque passeggeri”, per distinguerla dalla coupé a tre posti)
A differenza delle altre berline a due porte provviste di montanti che separavano i finestrini laterali dal lunotto, la Starlight, come da progetto di Virgil Exner , aveva un sistema avvolgente con effetto panoramico. Il lunotto curvato era ottenuto con quattro pannelli di vetro saldati. Il tettuccio era sostenuto da due grandi montanti subito dietro le portiere. 
Questo corpo vettura era originariamente chiamato "5-passenger coupe" (“coupé con 5 passeggeri”), e nel 1949 fu rinominato “Starlight Coupé”. I critici della linea radicalmente innovativa si chiedevano “Verso quale via stiamo andando?” . Il comico Fred Allen rispose “Il prossimo anno la Studebaker uscirà con un modello di cui non si sarà in grado di dire dove si andrà”. Comunque, a parte le polemiche, il profilo unico della Starlight diede alla Studebaker una peculiarità che la rendeva facilmente riconoscibile. La Starlight era considerata rivoluzionaria, e le altre Case automobilistiche statunitensi fallirono il tentativo di seguire stili analoghi per la progettazione delle loro vetture, e invece focalizzarono la loro attenzione sullo sviluppo di modelli hard-top senza montanti.
Dal 1950 al 1951 le Studebaker subirono un restyling con l'aggiunta di un muso a punta, e queste modifiche, accoppiate con il corpo vettura “Starlight”, diedero ai modelli della  Casa automobilistica di South Bend un aspetto futuristico. Questa versione della “Starlight” continuò fino alla fine del 1952, quando fu venduta insieme alla versione hard-top Starliner. 
Nel 1953 la Studebaker ridisegnò radicalmente i propri modelli e pose il termine alla panoramica “Starlight”. Le berline Studebaker avevano ora un passo di 2950 mm, ma la misura massima di 3050 mm era raggiunta dalle sportiveggianti coupé a 2 porte. La Studebaker offriva la Champion e la Commander in versione con montanti e hard-top. Le hard-top erano chiamate “Starliner” mentre il nome “Starlight” era destinato ai modelli con cinque vetri e con montanti. Il design di entrambi i tipi di vettura erano ispirati dalla Hillman Minx, che fu progettata da Raymond Loewy.
Nel 1955 il nome “Starlight” fu cambiato in "5-passenger coupe", e “Starliner” diventò "5-passenger hardtop."
Nel 1956 queste coupé furono pesantemente modificate e rinacquero come serie Hawk
Nel 1958 la Studebaker applicò nuovamente il nome “Starlight” ad un nuovo corpo vettura, questa volta un hard-top derivante dai modelli del 1952. Con vendite scarse e la scelta verso la compatta Lark, la compagnia non ebbe più bisogno della denominazione “Starlight”, che fu ritirato definitivamente alla fine dell'anno. Nel 1960 la Ford denominò una sua hard-top a due porte “Starliner”.
La Oldsmobile tentò un esperimento simile alla “Starlight” nel 1977 con la sua Toronado. A differenza delle Studebaker il vetro era un pezzo unico, che era prodotto in un'unica lastra che fu curvata utilizzando la tecnologia "hot wire".